# Інцидент Макса Гедрума

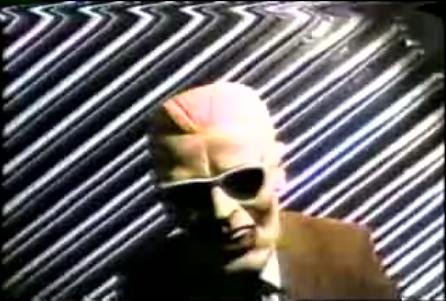
Кадр з відео, показаного під час втручання в ефір телеканалів WGN-TV та WTTW.

Інцидент Макса Гедрума — перехоплення телевізійного сигналу, що відбулося в Чикаго (штат Іллінойс) увечері 22 листопада 1987. На телебаченні подібні до цього інциденту дії відомі як «вторгнення в ефір». Загалом протягом трьох годин була порушена робота двох телевізійних каналів. Після короткочасного та лише частково успішного вторгнення в ефір американського телеканалу WGN-TV зловмисники, особи яких так і не були встановлені, здійснили вдалішу спробу втрутитися в ефір іншого американського телеканалу — WTTW — під час показу ним телевізійного серіалу «Доктор Хто» (англ. Doctor Who) (серія «Жах Скелі Ікла» (англ. Horror of Fang Rock)). «Мовлення» зловмисників тривало півтори хвилини, воно являло собою відеозапис, на якому особа, обличчя якої приховано під маскою Макса Гедрума, висміює телеканал WGN та телебачення загалом. Інцидент набув широкого розголосу, однак порушники так і не були виявлені.

## Перехоплення сигналу

### WGN-TV
Перша спроба телевізійного вторгнення відбулася на незалежному каналі WGN-TV о дев'ятій годині вечора під час трансляції випуску новин. Під час спортивного блоку екран на 15 секунд став повністю чорним, потім на ньому з'явилася особа з маскою Макса Гедрума та чорними окулярами, що рухається в різні сторони. Голова особи знаходилася попереду гофрованого металевого листа, що також рухався й імітував ефект, застосовуваний під час появи Макса Гедрума на телебаченні та в кіно. Звукове супроводження обмежувалося лише дзижчанням та звуком, що «коливається». Незаконний показ був припинений після того, як інженери телеканалу налаштували частоту свого передавача на частоту передавача Джон Генкок Центра.
Інцидент спантеличив спортивного коментатора Дена Роана, який заявив: «Що ж, якщо ти здивований тим, що відбулося… Я теж» (англ. «Well, if you're wondering what's happened, ha-ha… so am I»). Потім він безуспішно намагався повторити те, що казав до того, як трапився інцидент.

### WTTW
Пізно ввечері, після одинадцятої години за Центральним часом, під час показу серії «Жах Скелі Ікла» серіалу «Доктор Хто» сигнал телеканалу WTTW був перехоплений, найвірогідніше, тими ж особами, що втрутилися в мовлення WGN-TV; цього разу перехоплення супроводжувалося викривленим та «ламаним» звуком.
Показ був перерваний статичним зображенням, після якого невідома особа в образі Макса Гедрума та в чорних окулярах, згадуючи коментатора Чака Свірскі, називає його «лібералом», вкладаючи в це визначення негативний зміст. Потім особа починає стогнати, кричати та сміятися. Вона продовжувала сміятися, вимовляючи при цьому випадкові фрази, серед яких був слоган з реклами напою New Coke «Спіймай хвилю» (англ. Catch the Wave) (Макс Гедрум у ті часи був «обличчям» компанії «Кока-Кола»). Далі особа знищує банку з напоєм «Пепсі», яку перед цим тримала в руках, викидає її, притуляється до камери та показує середній палець; жест частково залишається поза екраном. Потім герой відео дістає банку «Пепсі», співає пісню «Your love is fading», видаляє іграшку, яка знаходилася перед цим на його середньому пальці, наспівує саундтрек з мультсеріалу «Clutch Cargo», перериваючи наспівування фразою «Я все ще бачу Х» (англ. «I still see the X») (часто її випадково чують як «Я викрав CBS» (англ. «I stole CBS»)), яка лунає в останній серії мультсеріалу. Потім «Макс Гедрум» починає болісно стогнати, вигукуючи щось про свій геморой, після чого лунає звук, схожий на процес відходження травних газів. Потім він заявляє, що «створив величезний шедевр для всього найвидатнішого світу газетних розумників» (заголовні літери WGN, які у своїй назві застосовує також однойменна сестринська радіостанція, є абревіатурою, що означає «World's Greatest Newspaper» (укр. Найвидатніша газета світу); назва відсилає до провідної газети корпоративного «батька» телеканалу «Tribune Company» — «Chicago Tribune»). Далі він одягає рукавичку (подібну до тих, які носив у ті часи Майкл Джексон) і каже: «Мій брат носить другу» (англ. «My brother is wearing the other one»). Потім він знімає рукавичку та кладе її, після чого каже: «Але ж вона брудна! Схоже, що ти залишив плями крові на ній» (англ. «But it's dirty! It's like you got bloodstains on it!»).
Раптово камера переміщується до нижньої частини торсу «Гедрума». Його сідниці частково оголюються, він тримає щойно зняту маску на камеру; в ротовому отворі маски знаходиться гумовий подовжувач. Потім чутно вигук: «Вони йдуть, щоби забрати мене!» (англ. «They're coming to get me!»). Невідома жінка-співучасниця, вдягнена на кшталт французької служниці, каже йому «Повернися, стерво!» (англ. «Bend over, bitch!»). Потім вона починає бити «Гедрума» мухобійкою, під час чого він голосно кричить. На декілька секунд трансляція переривається чорним фоном, після чого поновлюється показ серіалу «Доктор Хто»; незаконний показ тривав півтори хвилини.
На WTTW, який тримав свій передавач на Сірс Тауер (англ. Sears Tower) (нині Вілліс Тауер (англ. Willis Tower)), прийшли до висновку, що тамтешні інженери були нездатні перешкодити порушникам, хоча на момент здійснення втручання на Сірс Тауер не було жодного інженера на службі. Згідно з представником телеканалу Андерсом Йокомом, персонал, який слідкував за трансляцією зі штаб-квартири WTTW, «намагався прийняти необхідні заходи, але не зміг». WTTW зміг отримати копії незаконного мовлення за допомогою прихильників серіалу «Doctor Who», які записували цей показ на відео.

## Реакція
WTTW та WGN-TV приєдналися до HBO, який на той момент вже мав подібний інцидент більше року тому, як телеканали, що зазнали зовнішнього втручання. Інцидент Макса Гедрума набув дуже широкого розголосу та вже наступного дня був висвітлений у вечірньому випуску новин телеканалу CBS. WTTW отримав багато телефонних дзвінків від глядачів, які були здивовані тим, що відбувалося на екрані під час незаконного мовлення.
Інженер Федеральної комісії зі зв'язку, який займався дослідженням цього інциденту, заявив, що порушникам загрожує або 10 тисяч доларів штрафу, або рік позбавлення волі, або штраф і ув'язнення одночасно.
Незадовго після цієї події інший чиказький канал, WMAQ-TV жартома увімкнув відео інциденту під час спортивного блоку новин. «Багато хто думав, що в наше мовлення насправді втрутилися порушники. Ми отримали багато сповіщень із цього приводу», — сказав ведучий спортивного блоку Марк Джангреко.